# フィリッパ・マラック
フィリッパ・マラック (Philippa Marrack, 1945年6月28日 - )は、イギリスの女性生物学者。T細胞受容体や自己免疫疾患の研究で知られる。

## 来歴
イギリス・サリー州イーウェル出身。ケンブリッジ大学を1967年に卒業、1970年に生物学のPh.D.を取得。MRC分子生物学研究所とカリフォルニア大学サンディエゴ校でポスドクとなった。1974年にロチェスター大学の微生物の研究助手となり、1979年に准教授に就任。1980年にコロラド大学デンバー校准教授となり、1985年から教授。
1987年王立協会フェロー選出。

## 受賞歴
- 1993年 ウィリアム・コーリー賞、パウル・エールリヒ&ルートヴィヒ・ダルムシュテッター賞
- 1994年 ルイザ・グロス・ホロウィッツ賞
- 1996年 ディクソン賞医学部門
- 2004年 ロレアル-ユネスコ女性科学賞
- 2005年 パール・マイスター・グリーンガード賞
- 2006年 アベリー・ラントシュタイナー賞（ドイツ免疫学会）
- 2015年 ウルフ賞医学部門
- 2019年 クラリベイト・アナリティクス引用栄誉賞

## 主要論文
- J.W. Kappler, M. Roehm, P. Marrack, "T cell tolerance by clonal elimination in the thymus," Cell, v.49, n.2, pp. 273–80 (1987)
- P. Marrack and J. Kappler, "The Staphylococcal Enterotoxins and Their Relatives," Science, v.248 (4956), pp. 705–11 (1990).
- J.W. Kappler, U. Staerz, J. White, P.C. Marrack, "Self-Tolerance Eliminates T Cells Specific for MIS-Modified Products of the Major Histocompatibility Complex," Nature, 332 (6159): pp. 35–40 (1988).
- J. White, et al. (P.C. Marrack), "The V(beta)-specific superantigen staphylococcal enterotoxin B: Stimulation of mature T cells and clonal deletions in neonatal mice," Cell, v.56, n.1, pp. 27–35 (1989).